# أنتي مايستوروفيتش
أنتي مايستوروفيتش هو لاعب كرة قدم كرواتي في مركز الدفاع، ولد في 6 نوفمبر 1993 في زغرب في كرواتيا. لعب مع نادي رادنيتشكي سبليت.

## وصلات خارجية
- أنتي مايستوروفيتش على موقع قاعدة بيانات كرة القدم.إي يو (الإنجليزية)
- أنتي مايستوروفيتش على موقع Soccerway.com (الإنجليزية)
- أنتي مايستوروفيتش على موقع عالم كرة القدم.نت (الإنجليزية)